# Bithoracochaeta pacifera
Bithoracochaeta pacifera är en tvåvingeart som först beskrevs av Giglio-tos 1893.  Bithoracochaeta pacifera ingår i släktet Bithoracochaeta och familjen husflugor. Inga underarter finns listade i Catalogue of Life.